# Метрополітен Сантьяго
Метрополітен Сантьяго (ісп. Metro de Santiago) — система ліній метрополітену в місті Сантьяго, Чилі. В системі використовується різний тип потягів: на лініях 1, 2 та 5 — потяги з шинним ходом, на лініях 3, 4, 4А та 6 — потяги що рухаються по стандартні колії. Потяги обох типів живляться від третьої рейки. Переважна більшість станцій мають берегові платформи, потяги рухаються в двоколійному тунелі великого діаметра.

## Історія
У середині 1960-х чилійський уряд оголосив міжнародний тендер на будівництво метро в Сантьяго, переможцем став франко-чилійський консорціум. 24 жовтня 1968 року уряд Чилі затвердив проект, будівництво метрополітену почалося 29 травня 1969 року. Початкова ділянка була відкрита 15 вересня 1975 року, особисто Аугусто Піночетом.

### Хронологія розвитку системи
- 15 вересня 1975 — початкова ділянка лінії 1  «San Pablo»—"La Moneda", 12 станцій та 8,3 км.
- 31 березня 1977 — розширення лінії 1 , на 5 станцій та 3,2 км «La Moneda»—"Salvador".
- 31 березня 1978 — початкова ділянка лінії 2  «Los Héroes»—"Franklin", 4 станції та 4,9 км.
- 21 грудня 1978 — розширення лінії 2 , на 6 станцій та 4,8 км «Franklin»—"Lo Ovalle".
- 22 серпня 1980 — розширення лінії 1 , на 6 станцій та 4,5 км «Salvador»—"Escuela Militar".
- 15 вересня 1987 — розширення лінії 2 , на 2 станцій та 1,7 км «Los Héroes»—"Puente Cal y Canto".
- 5 квітня 1997 — початкова ділянка лінії 5  «Baquedano»—"Bellavista de La Florida", 11 станцій та 10,3 км.
- 4 березня 2000 — розширення лінії 5 , на 2 станцій та 2,7 км «Baquedano»—"Santa Ana".
- 31 березня 2004 — розширення лінії 5 , на 2 станцій та 1,9 км «Santa Ana»—"Quinta Normal".
- 8 вересня 2004 — розширення лінії 2 , на 2 станцій та 1,6 км «Puente Cal y Canto»—"Cerro Blanco".
- 22 грудня 2004 — розширення лінії 2 , на 2 станцій та 2,1 км «Lo Ovalle»—"La Cisterna".
- 25 листопада 2005 — розширення лінії 2 , на 2 станцій та 1,9 км «Cerro Blanco»—"Einstein".
- 30 листопада 2005 — розширення лінії 5 , на 1 станцію та 0,6 км «Bellavista de La Florida»—"Vicente Valdés". Відкриття початкових ділянок лінії 4  (Лінія відкрита з двох кінців без центральної ділянки) «Vicente Valdés»—"Plaza de Puente Alto" 9 станцій та 10,9 км, «Tobalaba»—"Grecia" 7 станцій та 7,7 км.
- 6 березня 2006 — розширення лінії 4  на 5 станцій та 6,1 км «Grecia»—"Vicente Valdés".
- 16 серпня 2006 — відкрилася лінія 4A .
- 21 грудня 2006 — розширення лінії 2 , на 3 станцій та 3,6 км «Einstein»—"Vespucio Norte".
- 5 листопада 2009 — відкрилася на діючій ділянці лінії 4 , станція «San José de la Estrella».
- 7 січня 2010 — розширення лінії 1 , на 3 станцій та 4 км «Escuela Militar»—"Los Dominicos".
- 12 січня 2010 — розширення лінії 5 , на 5 станцій та 5,8 км «Quinta Normal»—"Pudahuel".
- 3 лютого 2011 — розширення лінії 5 , на 7 станцій та 8 км «Pudahuel»—"Plaza de Maipú".
- 2 листопада 2017 — відкрилася лінія 6 , 10 станцій та 15,3 км.
- 22 січня 2019 — відкрилася лінія 3 , 18 станцій та 21,7 км.

## Лінії

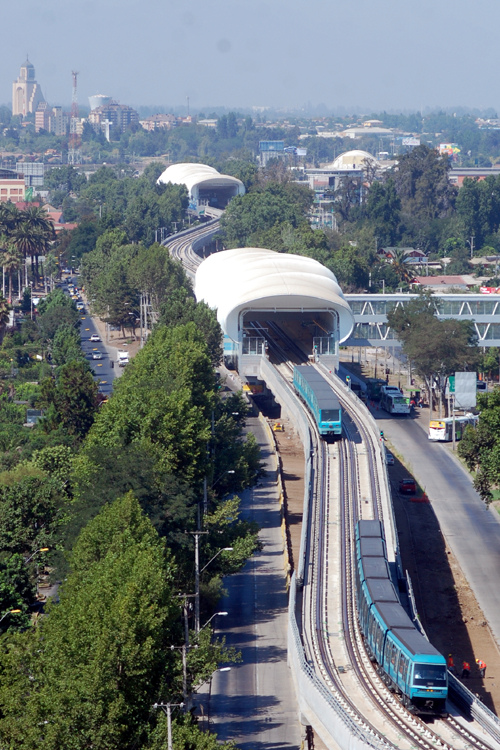
Естакадна ділянка Лінії 5

| №   | Дата відкриття    | Останнє продовження | Кількість станцій | Кінцеві станції                                | Довжина в км | Кількість підземних станцій |
| --- | ----------------- | ------------------- | ----------------- | ---------------------------------------------- | ------------ | --------------------------- |
| (1) | 15 вересня 1975   | 7 січня 2010        | 27                | «San Pablo»—«Los Dominicos»                    | 20,4         | 24                          |
| (1) | 31 березня 1978   | 21 грудня 2006      | 22                | «Vespucio Norte»—«La Cisterna»                 | 20,7         | 17                          |
| (1) | 22 січня 2019     | —                   | 18                | «Los Libertadores»—«Fernando Castillo Velasco» | 22           | 18                          |
| (1) | 30 листопада 2005 | 2 березня 2006      | 23                | «Tobalaba»—«Plaza de Puente Alto»              | 24,7         | 12                          |
| (1) | 16 серпня 2006    | —                   | 6                 | «Vicuña Mackenna»—«La Cisterna»                | 7,7          | —                           |
| (1) | 5 квітня 1997     | 2011                | 30                | «Plaza de Maipú»—«Vicente Valdés»              | 29,7         | 20                          |
| (1) | 2 листопада 2017  | —                   | 10                | «Cerrillos»—«Los Leones»                       | 15,3         | 10                          |

## Розвиток
На літо 2019 року в місті будується (всі нові дільниці та лінії — підземні);
- Розширення Лінії 2  на 4 станції та приблизно 5 км, відкрити планують у 2021 році.
- Розширення Лінії 3  на 3 станції та 3,8 км, відкриття заплановане до 2022 року.
- До 2026 року заплановано відкрити ще три нових лінії: Лінію 7 (19 станцій), Лінію 8 (14 станцій) та Лінію 9 (12 станцій), та розширення лінії 4 на 3 станції.

## Галерея

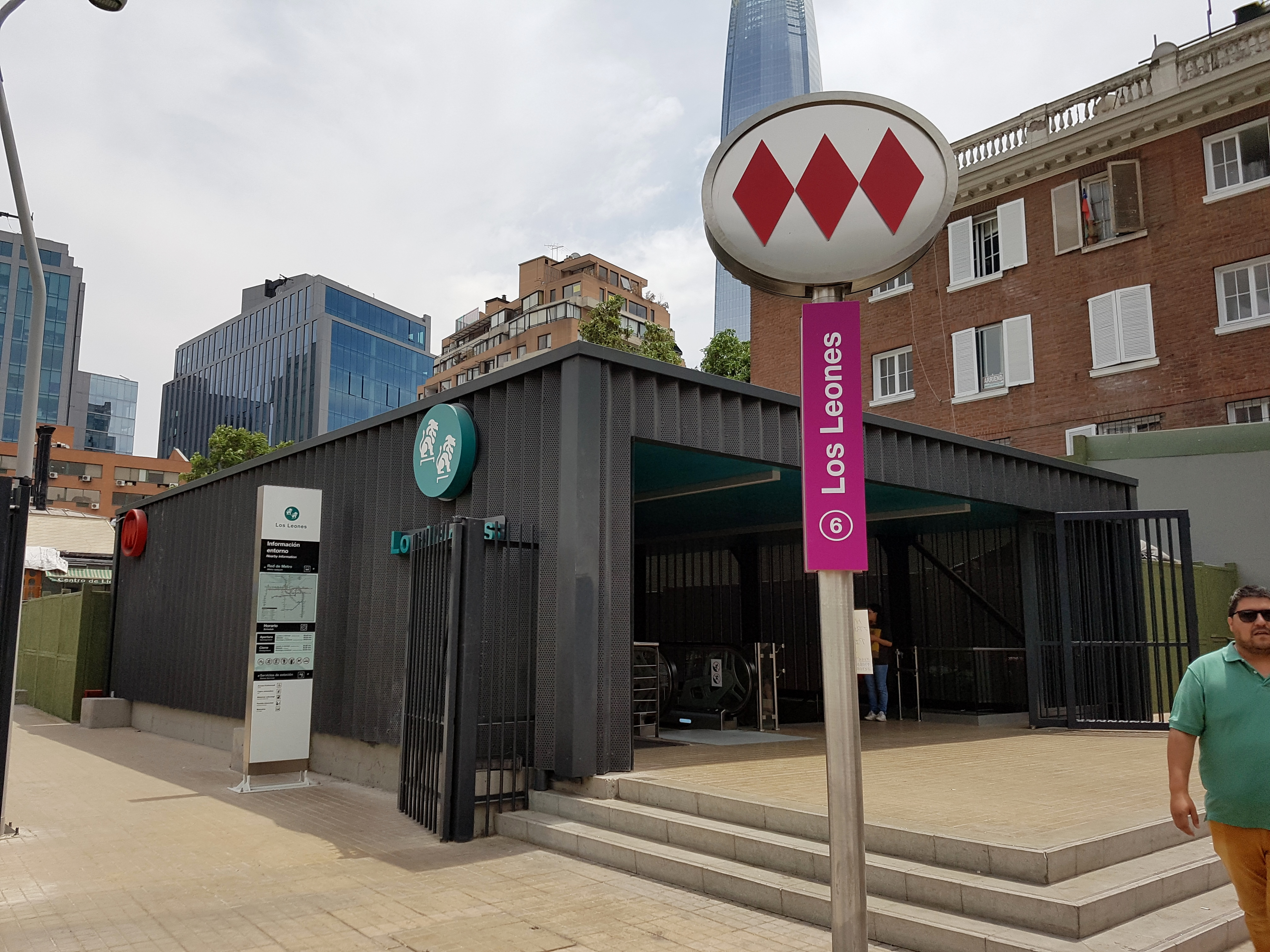
Вихід зі станції «Los Leones»
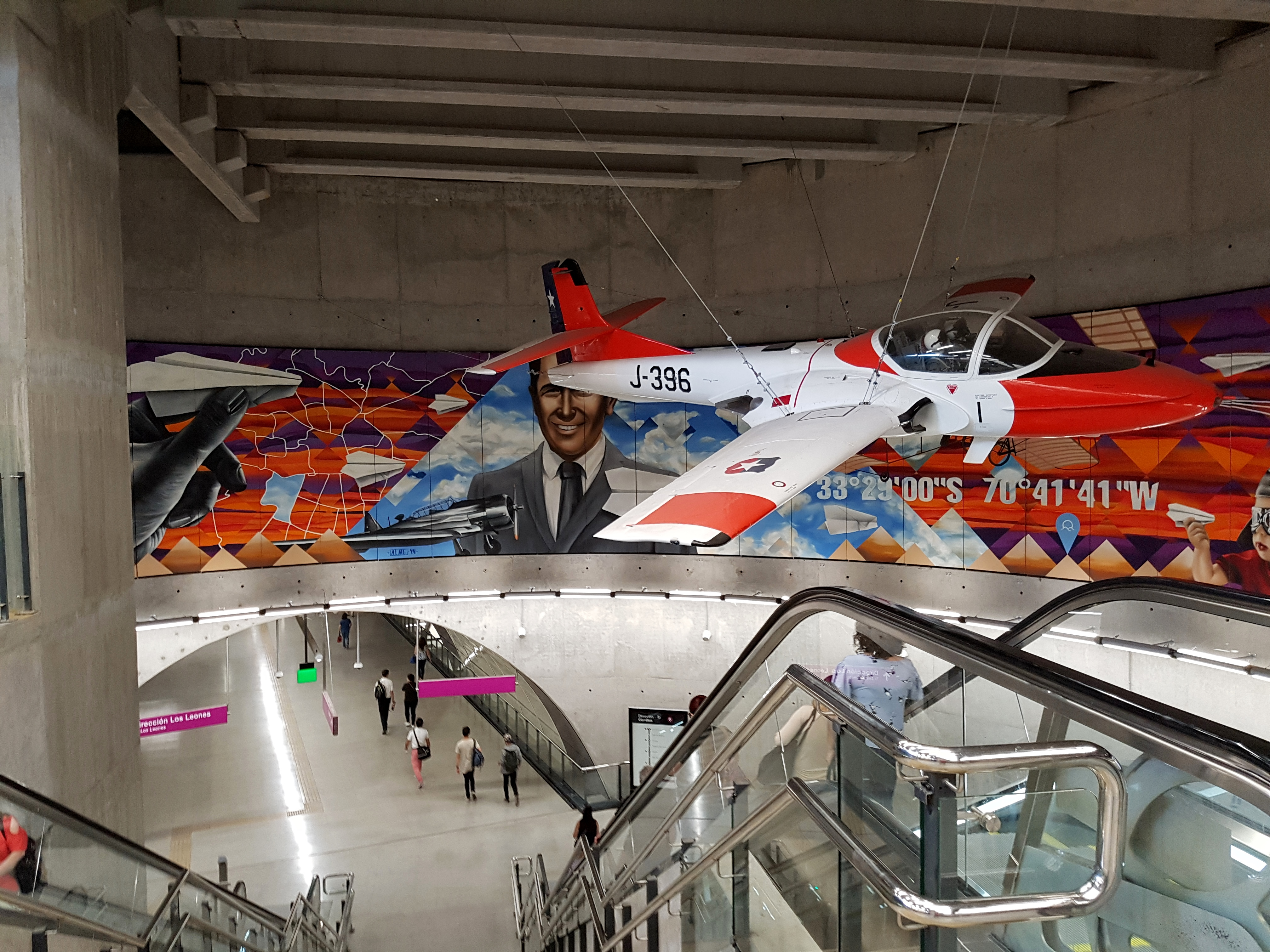
Вестибюль станції «Cerrilos»
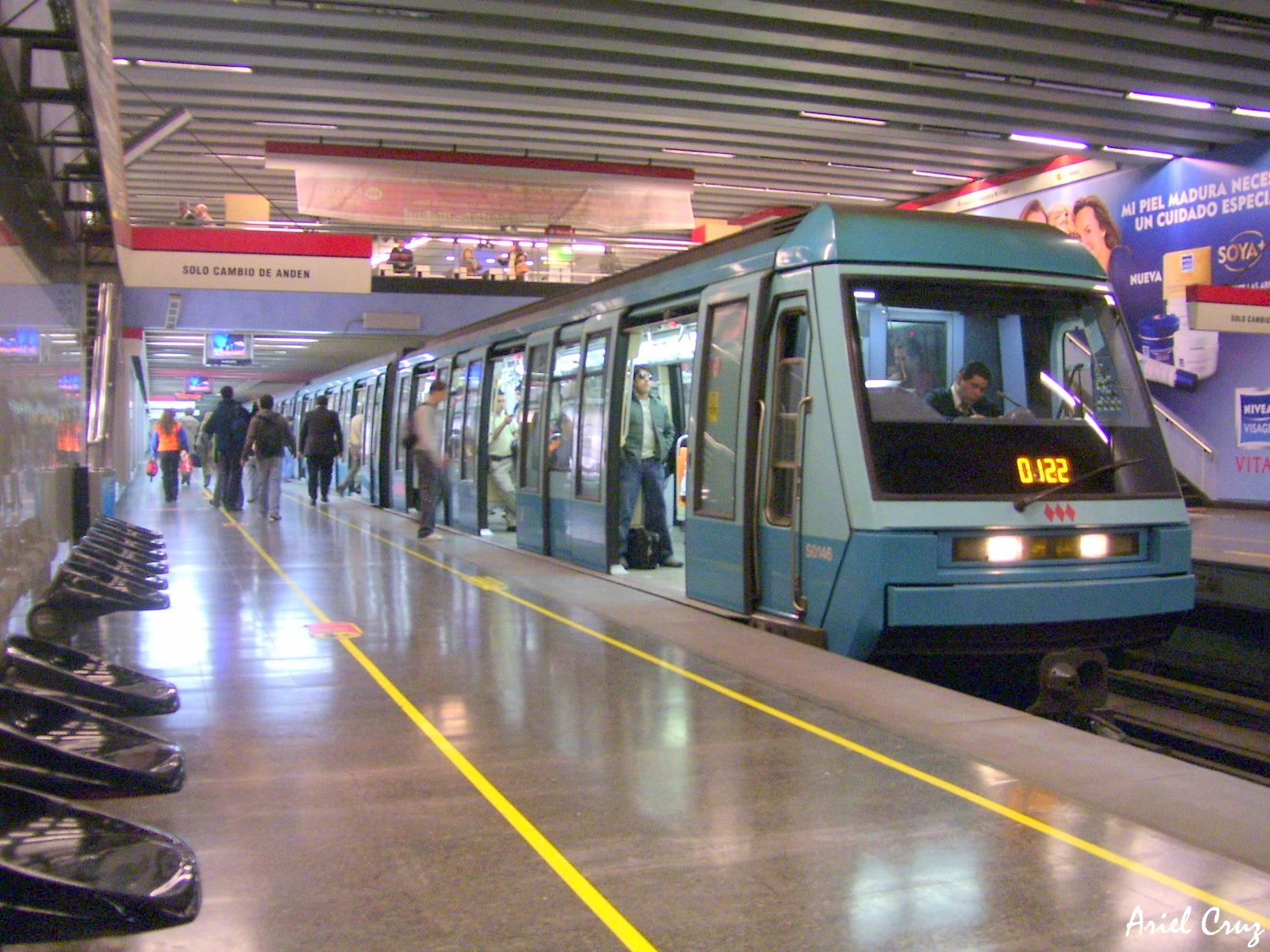
Станція «Тобалаба»
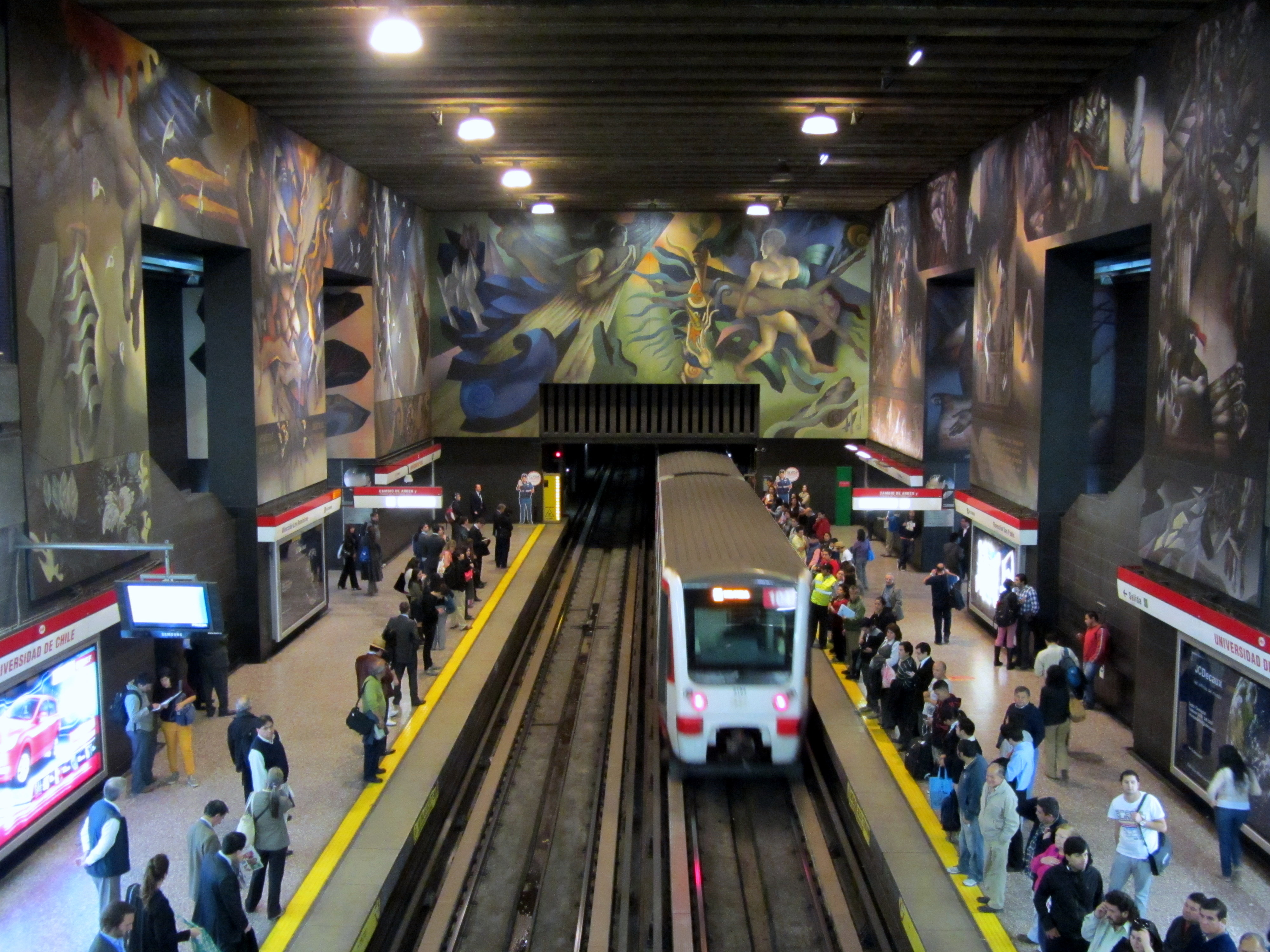
Платформа станції «Universidad de Chile», Лінія 1
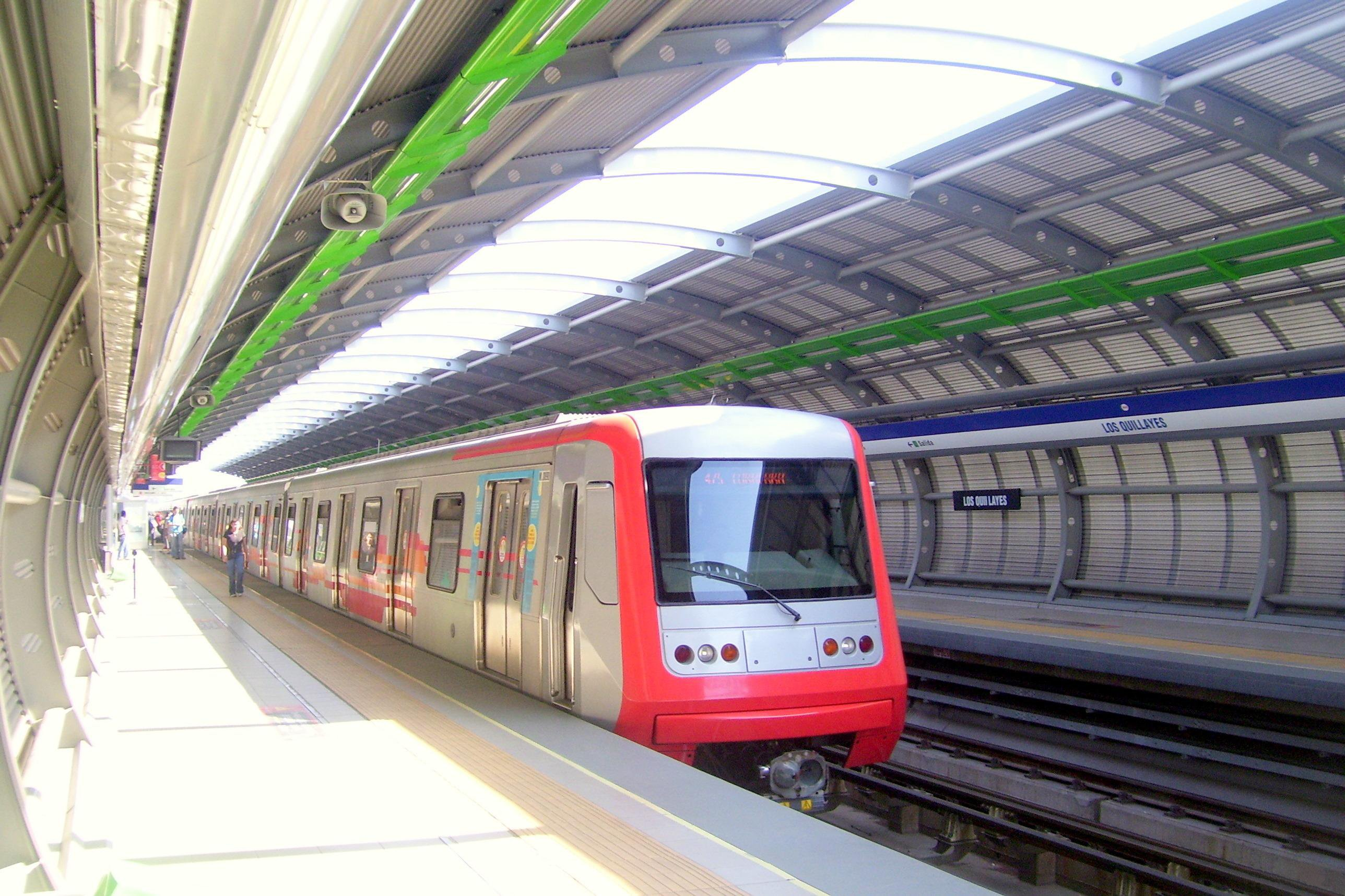
Потяг на наземні станції «Los Quillayes», Лінія 4
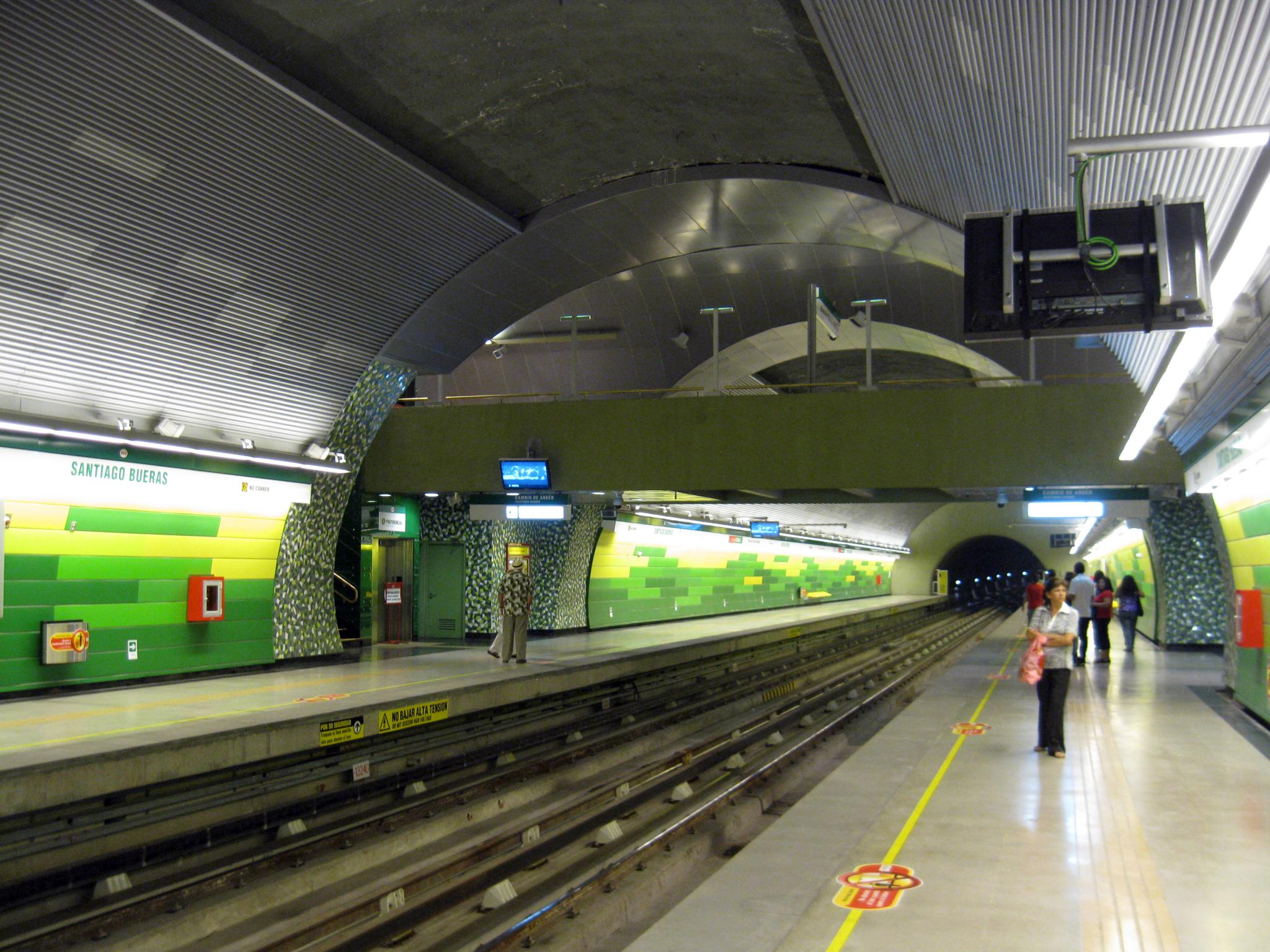
Платформа станції «Santiago Bueras», Лінія 5
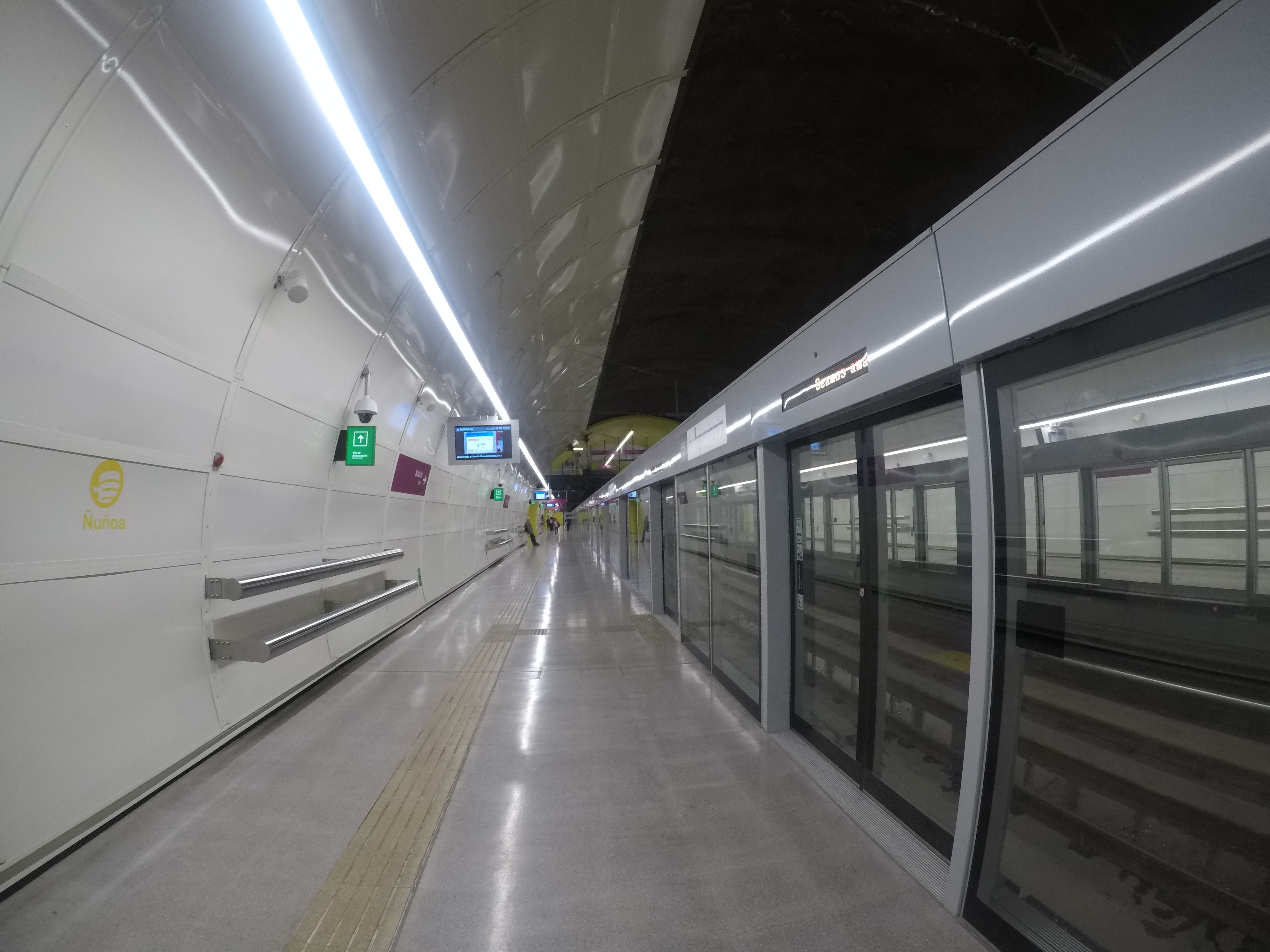
Платформа станції «Inés de Suárez», Лінія 6
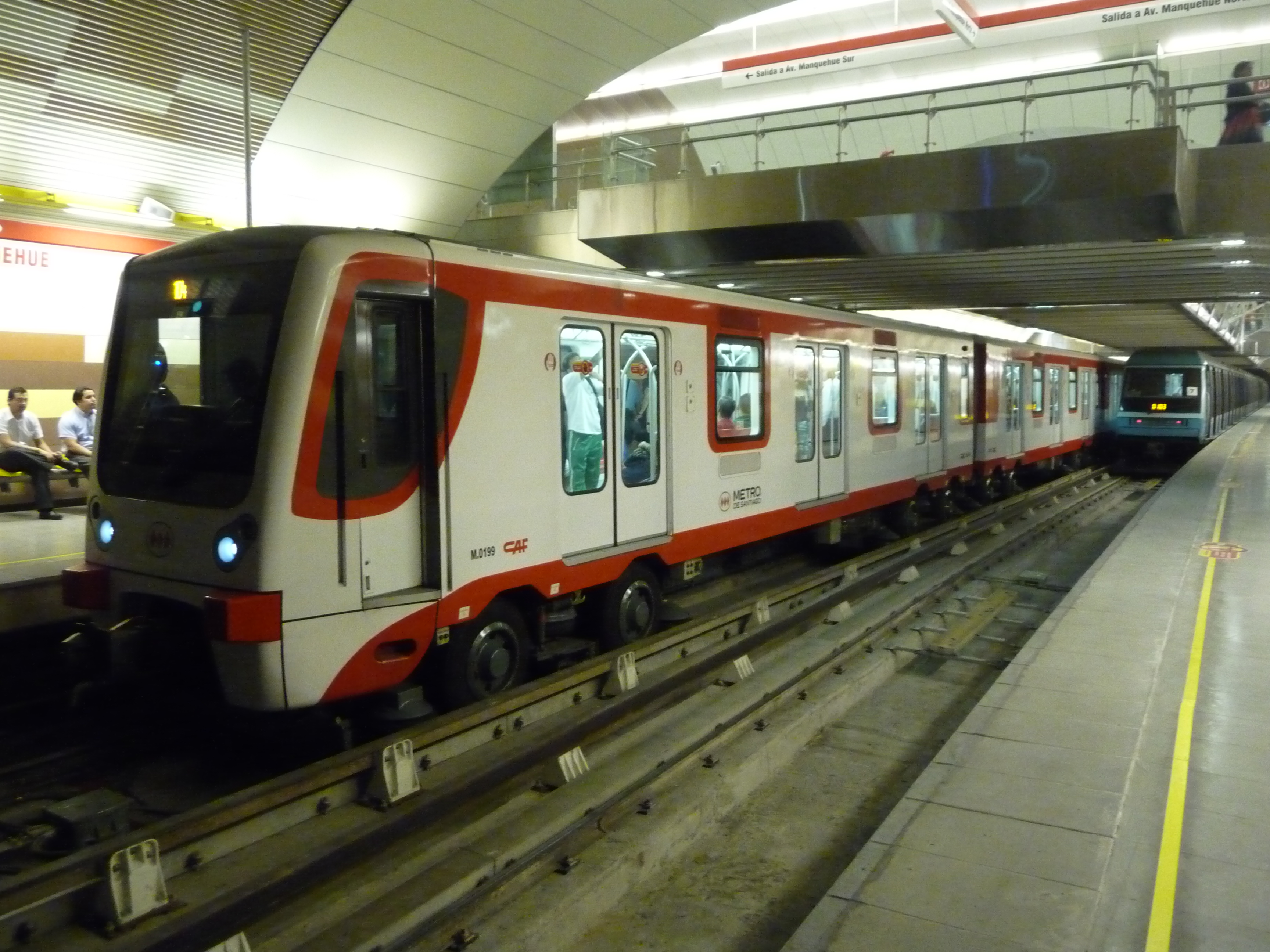
Потяг з шинним ходом
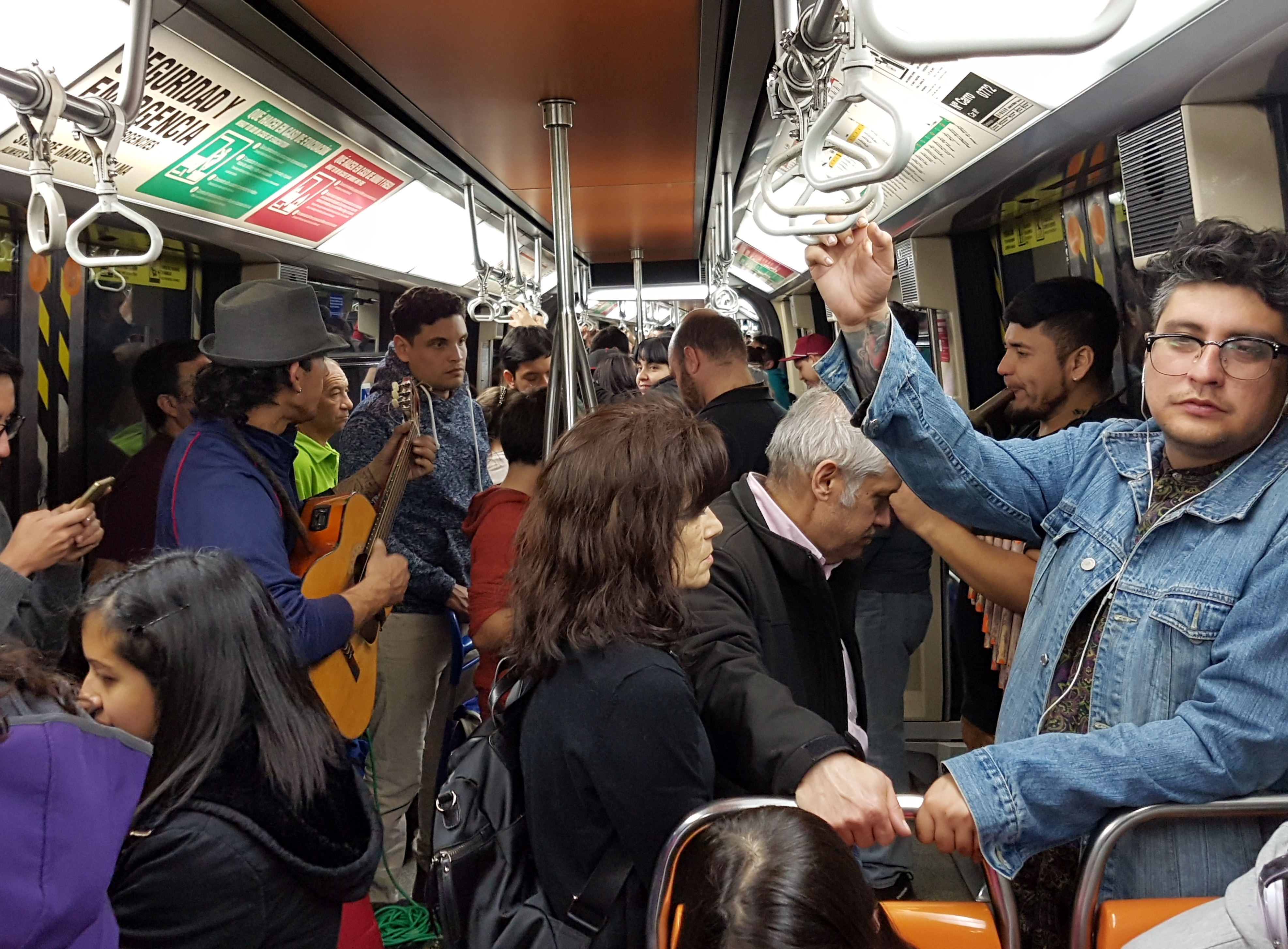
Всередині вагона, Лінія 4